# 云门陈酿
云门陈酿是山东青州出产的一种白酒。青州当地酿酒历史悠久，但抗战时因无法获得粮食原料，所有酒坊均关门歇业，只余各家自酿自饮，直至抗战结束后才又恢复十余家。1948年当地易手后，当局于当年8月在“裕丰”酒坊的基础上成立酒厂，后数度扩建、易名。1974年酒厂研制出酱香型白酒“青州陈酿”，推出后一炮而红；后为提高质量，酒厂曾于1980年代九次派员赴茅台酒厂学艺，而茅台酒厂也六次来厂传艺，其产品云门陈酿被消费者誉为“江北茅台”。1996年酒厂又引进五粮液工艺，研制成功浓香型云门陈酿。现产品包括酱香型、浓香型、和兼香型系列。